# Sikorsky X2
Sikorsky X2 — експериментальний вертоліт. Побудований фірмою «Sikorsky Aero Engineering Corporation». Прототип вертольота співвісної схеми з гвинтом який штовхає побудований на базі експериментального S-69.
Ця машина використовує концепцію випереджаючої лопаті (ABC), має два чотирилопатевих несучих гвинтів, що обертаються в протилежних напрямках, і хвостовий штовхаючий повітряний гвинт (шість лопатей). Гвинти приводяться в рух від одного турбовального двигуна — LHTEC T800. Управління вертольота повністю електронне, тобто відсутній механічний зв'язок між органами управління і виконуючими пристроями.
Важить X2, як заявлено компанією, — 3,6 тонни і він повинен володіти дальністю польоту в 1300 кілометрів при максимальній швидкості 474 км/год.
27 серпня 2008 року вперше випробуваний у повітрі, перший політ апарату X2 Technology Demonstrator тривав приблизно 30 хвилин, протягом польоту відмічені проблеми з головним редуктором і трансмісією. Компанії Sikorsky Aircraft поки не вдалося усунути проблеми і перший політ, намічений на весну 2010 року, відбувся лише в кінці травня.
Влітку 2010 року X2 встановив неофіційний світовий рекорд швидкості для вертольотів — 415 км/год (офіційний рекорд (400 км/год), що тримається досі, був встановлений британським «Лінксом» у 1986 році). У вересні він розвинув швидкість 460 км/год.
14 липня 2011 року було здійснено останній політ вертольота X2, після чого було оголошено про завершення програми. Всього вертоліт здійснив 23 вильоти і провів у повітрі 22 години. Вартість програми X2 склала 50 млн доларів. У ході програми був відпрацьований ряд нових технологій, які будуть застосовуватися у військовому вертольоті S-97 Raider.